# Pierre Lalemand
Pierre François Joseph Lalemand (Brussel, 25 maart 1855 - 29 september 1941) was een Belgisch senator.

## Levensloop
Lalemand was een van de acht kinderen van de werktuigkundige Jean-Baptiste Lalemand (1818-1880) en van kantwerkster François Van Muylder (1823-1896). Vanaf zijn tien jaar werkte hij, eerst als leerling-schoenmaker, daarna als marmerbewerker. 
Op zijn zestiende sloot hij aan bij de Syndicale kamer van marmerbewerkers, beeldhouwers en steenhouwers, in 1871 heropgericht door Emile Flahaut. Er werd een staking georganiseerd, waar ook Lalemand aan deelnam, en met succes, want na zes maanden bekwam men een loonsverhoging van 15 %.
Vanaf 1875 was hij beheerder van een maatschappij van onderlinge bijstand, wellicht de Société des ouvriers marbriers, die al sinds 1840 bestond. In 1884 sloot hij zich aan bij de pas opgerichte Brusselse werkersbond, en samen met Meunier en Rondas richtte hij het Syndicaat van de marmerbewerkers op. Hij was er achtereenvolgens secretaris, schatbewaarder en voorzitter van. 
Hij hielp ook mee bij het oprichten van gelijkaardige syndicaten in Aalst, Gent, Doornik, Kortrijk, Antwerpen en Basècles. Dit leidde tot de oprichting van een Nationale Federatie. Behalve de marmerbewerkers sloten ook de arbeiders uit de steengroeve van Basècles en de steenhouwersbonden van Gent en Brussel aan. Lalemand was gedurende vijftien jaar (1893-1909) nationaal secretaris van de federatie. Nadien bleef hij in het centraal comité ervan zetelen. In 1914 vormde ze zich om tot de Centrale des ouvriers de la pierre die in 1965 opging in het ABVV. 
Lalemand was ook politiek actief. Voor de Eerste Wereldoorlog deed hij dit vooral binnen de Brusselse BWP-federatie. Vanaf 1885 vertegenwoordigde hij de Brusselse werkersbond in de Brusselse BWP-federatie. Vanaf 1897 zetelde hij in het comité van deze werkersbond, onder meer als schatbewaarder. Rond 1900 trad Lalemand ook toe tot het comité van de Brusselse federatie van de BWP. En in 1899 werd hij beheerder van het Volkshuis van Brussel. 
Na de Eerste Wereldoorlog had hij ambitie voor een politiek mandaat. Ongelukkige kandidaat voor de Brusselse gemeenteraad in 1921, werd hij in 1923 gemeenteraadslid en bleef dit tot aan zijn dood.
In 1921 stelde hij zich ook een eerste keer op de socialistische lijst voor de wetgevende verkiezingen, weliswaar op onverkiesbare plaatsen, als effectief en plaatsvervangend kandidaat. Nochtans evolueerde de toestand en in november 1927 volgde hij als socialistisch senator voor het arrondissement Brussel, de onverwacht tijdens de zomer overleden Victor De Meulemeester op. 
Bij de volgende verkiezingen, in 1929, 1932, 1936 en 1939 stond hij telkens op de tweede plaats en werd derhalve steeds herkozen. Hij vervulde dit mandaat tot aan zijn dood. Onmiddellijk na de Bevrijding werd hij opgevolgd door Victor Vermeire.